# Unhausen
Unhausen ist ein Ortsteil der Gemeinde Herleshausen im nordhessischen Werra-Meißner-Kreis.

## Geografische Lage
Am Ortsrand vorbei führt die Bundesstraße 400, die in Ortsnähe an der Anschlussstelle Wommen auf der Bundesautobahn 4 endet. Die nächstgrößeren Orte sind Eisenach (östlich, in ca. 20 km Entfernung) und Eschwege (nördlich, in ca. 26 km Entfernung). Kassel, als nächstgelegene hessische Großstadt, liegt etwa 70 km entfernt im Nordwesten.

## Geschichte

### Ortsgeschichte
Die älteste bekannte schriftliche Erwähnung von Unhausen erfolgte unter dem Namen Unhausen im Jahr 1543. Die nächste bekannte Erwähnung erfolgte im Jahr 1843 als Nonhausen. Diese Ortsnamenbezeichnung wird von einigen Historikern von Nonnenhausen abgeleitet.
Von 1545 bis 1824 gehörte Unhausen zum Haus Brandenfels und somit zum Lehen der Familie Treusch von Buttlar. Der Ort gehörte ab 1585 zum Amt Sontra, ab 1818 zum Justizamt Netra und seit 1821 zum Kreis Eschwege.
Unhausen ist eine Kirchenfiliale von Nesselröden.
Zum 1. Dezember 1970 erfolgte im Zuge der Gebietsreform in Hessen der freiwillige Zusammenschluss der bis dahin selbständigen Gemeinden Altefeld, Archfeld, Breitzbach, Herleshausen (mit Frauenborn), Holzhausen, Markershausen, Nesselröden, Unhausen, Willershausen und Wommen zur Großgemeinde Herleshausen Für die eingliederten Gemeinden und Herleshausen mit Frauenborn wurde je ein Ortsbezirk mit Ortsbeirat und Ortsvorsteher nach der Hessischen Gemeindeordnung gebildet.

### Verwaltungsgeschichte im Überblick
Die folgende Liste zeigt die Staaten und Verwaltungseinheiten, denen Unhausen angehört(e):
- vor 1567: Heiliges Römisches Reich, Landgrafschaft Hessen, Amt Sontra
- ab 1654: Heiliges Römisches Reich, Landgrafschaft Hessen-Kassel, Amt Sontra
- ab 1806: Landgrafschaft Hessen-Kassel, Amt Sontra
- 1807–1813: Königreich Westphalen, Departement der Werra, Distrikt Eschwege, Kanton Netra
- ab 1815: Kurfürstentum Hessen, Amt Sontra[7]
- ab 1818: Kurfürstentum Hessen, Amt Netra[8]
- ab 1821: Kurfürstentum Hessen, Provinz Niederhessen, Kreis Eschwege[9][Anm. 2]
- ab 1848: Kurfürstentum Hessen, Bezirk Eschwege
- ab 1851: Kurfürstentum Hessen, Provinz Niederhessen, Kreis Eschwege
- ab 1867: Königreich Preußen, Provinz Hessen-Nassau, Regierungsbezirk Kassel, Kreis Eschwege
- ab 1871: Deutsches Reich, Königreich Preußen, Provinz Hessen-Nassau, Regierungsbezirk Kassel, Kreis Eschwege
- ab 1918: Deutsches Reich, Freistaat Preußen, Provinz Hessen-Nassau, Regierungsbezirk Kassel, Kreis Eschwege
- ab 1944: Deutsches Reich, Freistaat Preußen, Provinz Kurhessen, Landkreis Eschwege
- ab 1945: Amerikanische Besatzungszone, Groß-Hessen, Regierungsbezirk Kassel, Landkreis Eschwege
- ab 1946: Amerikanische Besatzungszone, Hessen, Regierungsbezirk Kassel, Landkreis Eschwege
- ab 1949: Bundesrepublik Deutschland, Hessen, Regierungsbezirk Kassel, Landkreis Eschwege
- ab 1970: Bundesrepublik Deutschland, Hessen, Regierungsbezirk Kassel, Landkreis Eschwege, Gemeinde Herleshausen[Anm. 3]
- ab 1974: Bundesrepublik Deutschland, Hessen, Regierungsbezirk Kassel, Werra-Meißner-Kreis, Gemeinde Herleshausen

## Bevölkerung

### Einwohnerstruktur 2011
Nach den Erhebungen des Zensus 2011 lebten am Stichtag, dem 9. Mai 2011, in Unhausen 162 Einwohner. Darunter waren 3 (1,9 %) Ausländer.
Nach dem Lebensalter waren 24 Einwohner unter 18 Jahren, 60 zwischen 18 und 49, 30 zwischen 50 und 64 und 51 Einwohner waren älter. Die Einwohner lebten in 60 Haushalten. Davon waren 9 Singlehaushalte, 24 Paare ohne Kinder und 27 Paare mit Kindern, sowie 3 Alleinerziehende und keine Wohngemeinschaften. In 15 Haushalten lebten ausschließlich Senioren und in 30 Haushaltungen lebten keine Senioren.

### Einwohnerentwicklung
| • 1585: | 18 Haushaltungen |
| • 1747: | 23 Haushaltungen |

| Unhausen: Einwohnerzahlen von 1834 bis 2011 | Unhausen: Einwohnerzahlen von 1834 bis 2011 | Unhausen: Einwohnerzahlen von 1834 bis 2011 | Unhausen: Einwohnerzahlen von 1834 bis 2011 | Unhausen: Einwohnerzahlen von 1834 bis 2011 |
| --- | ------------------------------------------- | ------------------------------------------- | ------------------------------------------- | ------------------------------------------- |
| Jahr |                                             |                                             |                                             | Einwohner                                   |
| 1834 | 1834                                        |                                             | 317                                         | 317                                         |
| 1840 | 1840                                        |                                             | 310                                         | 310                                         |
| 1846 | 1846                                        |                                             | 316                                         | 316                                         |
| 1852 | 1852                                        |                                             | 307                                         | 307                                         |
| 1858 | 1858                                        |                                             | 286                                         | 286                                         |
| 1864 | 1864                                        |                                             | 298                                         | 298                                         |
| 1871 | 1871                                        |                                             | 277                                         | 277                                         |
| 1875 | 1875                                        |                                             | 261                                         | 261                                         |
| 1885 | 1885                                        |                                             | 234                                         | 234                                         |
| 1895 | 1895                                        |                                             | 243                                         | 243                                         |
| 1905 | 1905                                        |                                             | 235                                         | 235                                         |
| 1910 | 1910                                        |                                             | 253                                         | 253                                         |
| 1925 | 1925                                        |                                             | 235                                         | 235                                         |
| 1939 | 1939                                        |                                             | 224                                         | 224                                         |
| 1946 | 1946                                        |                                             | 322                                         | 322                                         |
| 1950 | 1950                                        |                                             | 308                                         | 308                                         |
| 1956 | 1956                                        |                                             | 275                                         | 275                                         |
| 1961 | 1961                                        |                                             | 238                                         | 238                                         |
| 1967 | 1967                                        |                                             | 229                                         | 229                                         |
| 1970 | 1970                                        |                                             | 239                                         | 239                                         |
| 1980 | 1980                                        |                                             | ?                                           | ?                                           |
| 1987 | 1987                                        |                                             | 178                                         | 178                                         |
| 2000 | 2000                                        |                                             | ?                                           | ?                                           |
| 2011 | 2011                                        |                                             | 162                                         | 162                                         |
| Datenquelle: Historisches Gemeindeverzeichnis für Hessen: Die Bevölkerung der Gemeinden 1834 bis 1967. Wiesbaden: Hessisches Statistisches Landesamt, 1968. Weitere Quellen: LAGIS; Zensus 2011 |                                             |                                             |                                             |                                             |

### Historische Religionszugehörigkeit
| • 1885: | 233 evangelische (= 99,57 %), keine katholischen, ein anderer christlich-konfessioneller (= 0,43 %) Einwohner |
| • 1961: | 216 evangelische (= 90,76 %), 20 katholische (= 8,40 %) Einwohner                                             |

## Politik
Ortsvorsteher ist Bernd Nölker.

## Infrastruktur
Im Ort gibt es ein Dorfgemeinschaftshaus.

## Persönlichkeiten
- Heinrich Hoßbach (1850–1903), geboren in Unhausen, Vater von Friedrich Hoßbach